# ウロシュ・チョシッチ
ウロシュ・チョシッチ（Uroš Ćosić 、1992年10月24日 - ）は、セルビア・ベオグラード出身のプロサッカー選手。CSウニヴェルシタテア・クラヨーヴァ所属。ポジションはDF(CB)。

## 経歴

### クラブ
レッドスター・ベオグラードの下部組織で育成されたが、トップチームには昇格せずCSKAモスクワとプロ契約を結んだ。しかしCSKAでは出番が無く、レンタルを経てデルフィーノ・ペスカーラ1936に放出された。
2017年7月3日、エンポリFCからAEKアテネFCに移籍。契約は3年で1年の延長オプション付き。

### 代表
アンダーのセルビア代表歴がある。

## タイトル
レッドスター・ベオグラード
- セルビア・カップ: 2011-12

A.E.K
- スーパーリーグ: 2017-18